# Birka i Hovgården
Birka i Hovgården son dos dels exemples més ben conservats d'assentament viking a Suècia, formant junts un jaciment arqueològic al llac Mälaren inclòs a la llista del Patrimoni de la Humanitat de la UNESCO des l'any 1993.
Birka, situada a l'illa de Björkö, va ser fundada el segle viii, convertint-se en poc temps en un important centre de comerç d'articles decoratius i de luxe, en plena expansió a l'època atès que aquests eren molt valorats com a forma de reafirmar la importància d'un rei a les naixents monarquies d'Europa. Formava part dels nous establiments comercials que van aparèixer per aquesta època a la zona de la mar del Nord i el Bàltic, juntament amb Ribe, Hedeby, Dorestad, Quentovic i Hamwith.

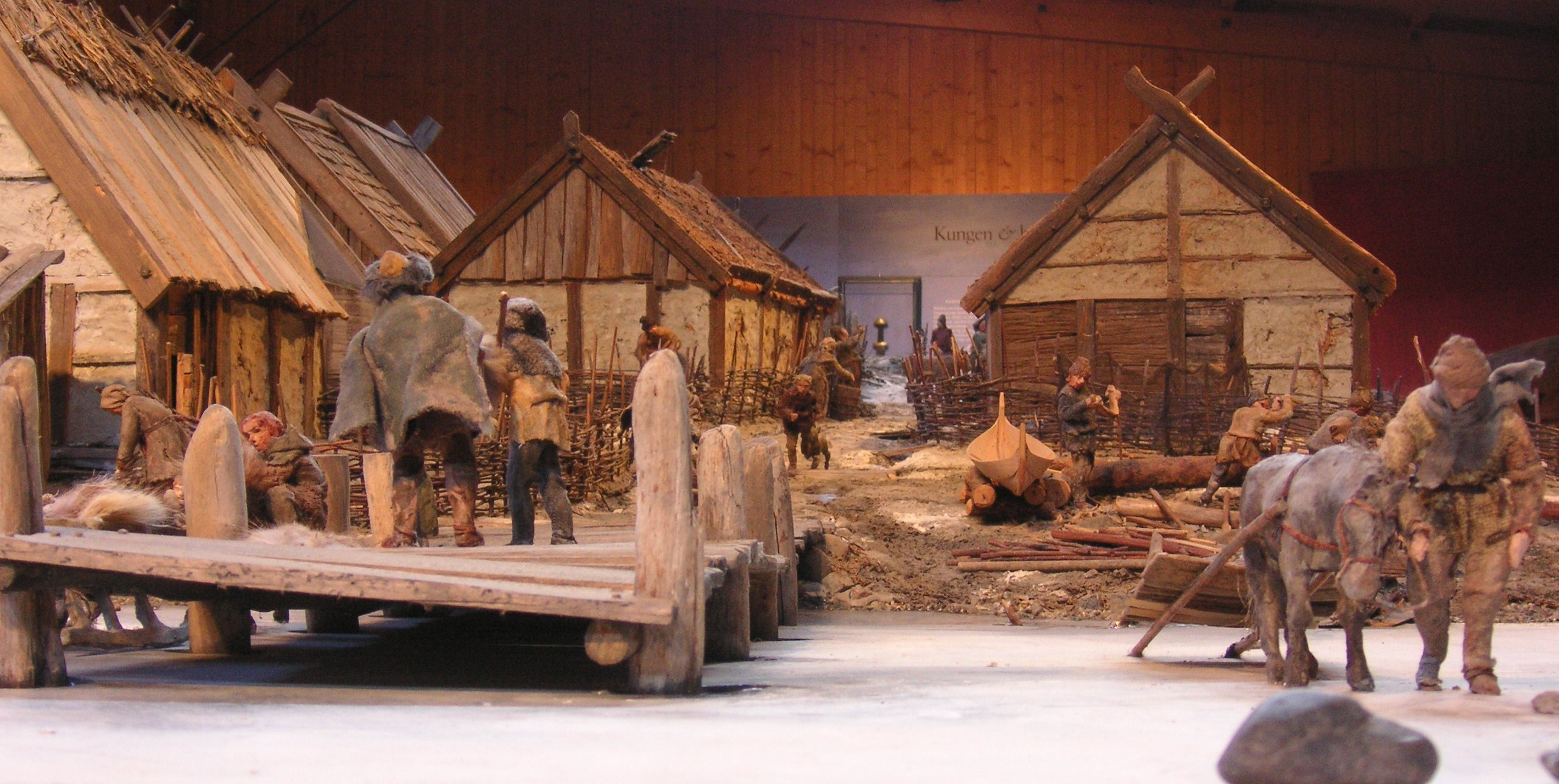
Maqueta de Birka, en el museu del lloc

Poc temps després es va transformar també en un important centre de producció, on els artesans locals fabricaven cotitzats objectes de ferro o de pells d'animals de la zona, destinats a l'intercanvi, principalment bescanviats per teixits romans d'Orient, vi del Rin, o peces de joieria àrab. Es calcula que al segle ix Birka tenia una població permanent d'uns 1.500 habitants, podent-se elevar fins a 8.000 durant en mercats estacionals, quan els comerciants convergien al lloc.
Va ser abandonada cap a l'any 960 o 970, i la seva funció com a centre de comerç va ser parcialment assumida per la ciutat de Sigtuna, també situada a la vora del llac Mälaren.
A Hovgården, a la veïna illa d'Adelsö i separat de Birka per un estret dins el llac, es trobava el palau reial d'Alsnöhus.

## La visita d'Anscari
Birka va ser a més la destinació de la qual ha estat considerada la primera missió cristiana a Suècia, duta a terme pel monjo benedictí Anscari de Bremen el 829. Va arribar a Birka enviat per l'emperador Lluís I el Pietós. Pel que sembla ja existien cristians a Birka a l'època, per la qual cosa se suposa que ja existia una petita església a la ciutat encara que la majoria dels seus habitants fossin pagans.

## Turisme

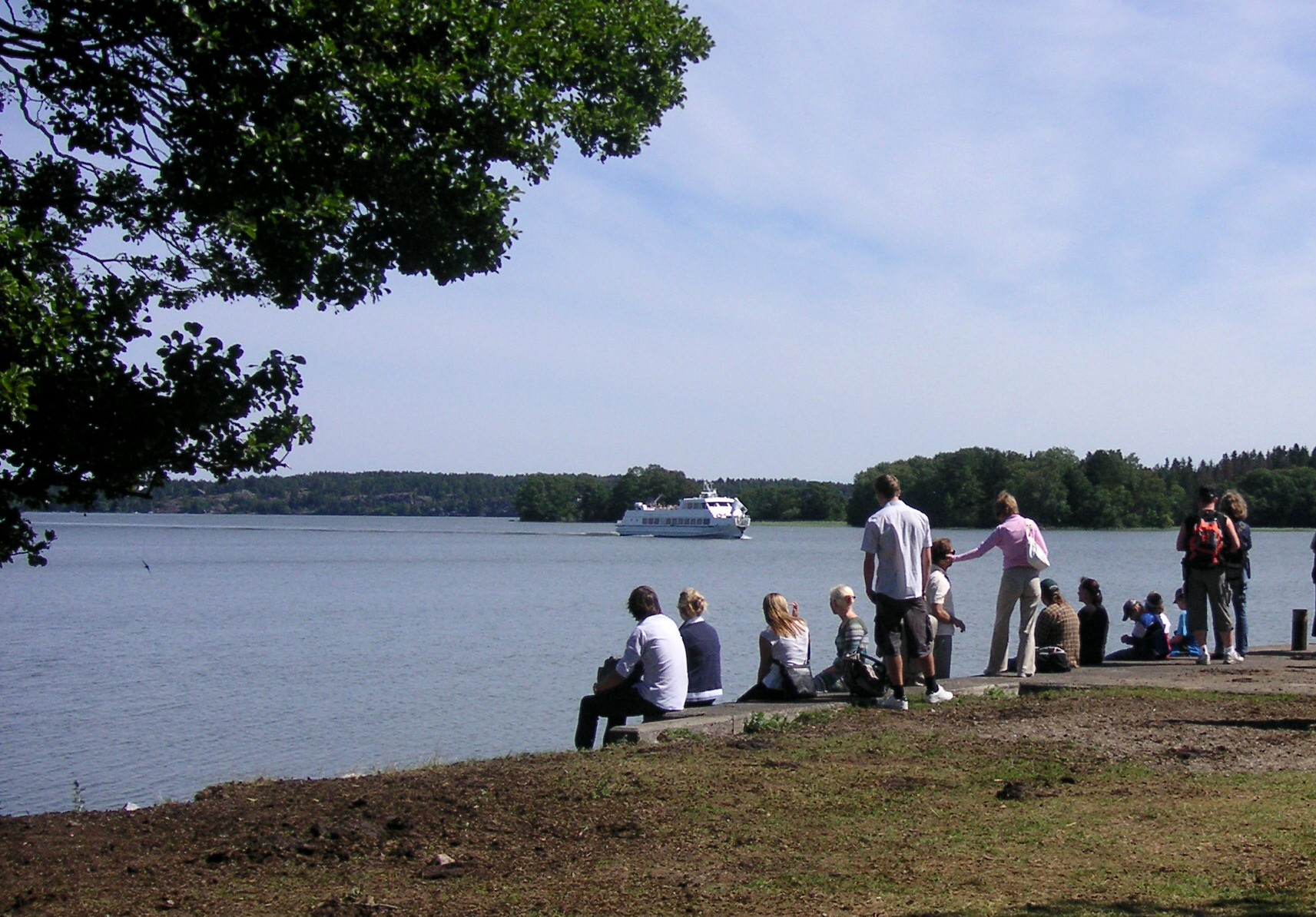
Turistes esperant el vaixell al moll de Hovgården.

Birka i Hovgården constitueixen un lloc turístic popular, amb aproximadament entre 60.000 70.000 visitants l'any. La majoria dels turistes són suecs, però aproximadament el 30 % són estrangers, en particular en procedència d'Alemanya, del Regne Unit, dels Estats Units i d'Itàlia. Birka és accessible sigui pel seu vaixell, l'illa disposant d'un petit port esportiu, sigui utilitzant una de les companyies que ofereixen viatges regulars des dels ports del llac Mälaren, entre les quals en particular la Strömma Kanalbolaget connecta Birka amb Estocolm en dues hores. Hovgården és accessible en cotxe i en beguts gràcies a un transbordador entre l'illa de Munsö i aquella de Adelsö, i és possible de retre's en 15 minuts a Birka des de Hovgården gràcies a un vaixell de Strömma.
La major part de la infraestructura turística de Birka es troba a la península d'Ångholmen en un conjunt anomenat Birka vikingastaden («Birka, la ciutat vikinga») gestionat per la companyia Strömma Turism & Sjöfart des de 2007. Fins al 2015, Strömma i la direcció nacional del patrimoni (RAÄ) treballaven en estreta col·laboració: la companyia llogava els locals a RAÄ i n'era responsable de les infraestructures i de l'organització de les visites, RAÄ formava els guies, que són tots arqueòlegs, i el personal del museu eren empleats de RAÄ. Aquesta col·laboració prossegueix amb Statens fastighetsverk. Entre les instal·lacions es troben el museu de Birka, construït l'any 1996 per RAÄ i concebut tot en fusta pel arquitecte Gunnar Mattsson. Conté entre d'altres una maqueta representant a Birka tal com havia d'estar a l'època viking i alguns objectes trobats durant les excavacions o bé les seves rèpliques, la vasta majoria dels objectes trobats són conservats al museu d'Història d'Estocolm. No lluny del museu es troba el poble viking: una reconstrucció de diversos edificis construïts amb els mètodes de l'època. La construcció va començar el 2006 i el poble es va desenvolupar en particular entre 2007 i 2009 en una col·laboració entre Strömma i la universitat de Gotland. Finalment, l'illa compta també un cafè i un restaurant. Durant l'estació turística, i en particular a l'estiu, s'organitzen nombrosos esdeveniment al lloc, amb per exemple reconstruccions de batalles, simulacions d'excavacions arqueològiques, i durant alguns dies, el poble viking pren vida amb artesans vestits d'època.
Hovgården, menys conegut, rep menys turistes. És tanmateix possible d'efectuar-hi una visita guiada, i el lloc disposa d'un cafè i d'algunes botigues de artesans.